# Dubailand

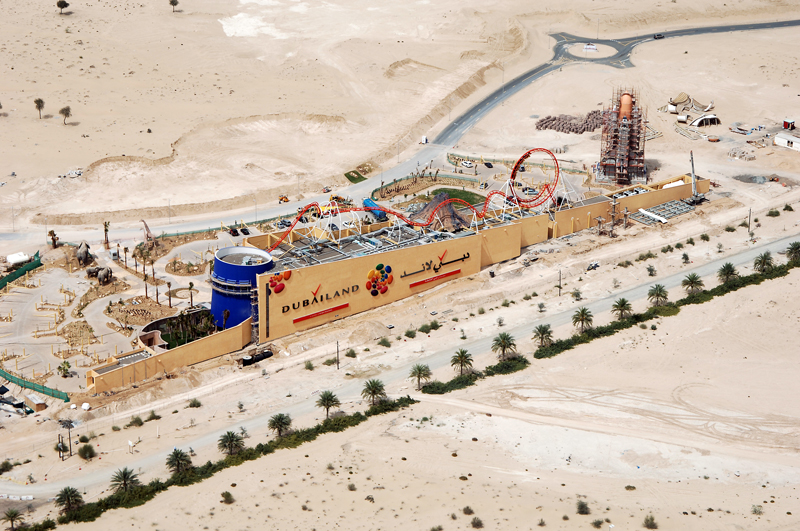
Dubailand sales center en marzo de 2006.

Dubailand o Dubai Land es un complejo de entretenimiento actualmente en construcción. Se localiza en Dubái (Emiratos Árabes Unidos). La construcción de Dubailand se ha dividido en 4 fases. Cuando se anunció su construcción en el 2003 que era uno de los más ambiciosos desarrollos de ocio del mundo, costando $64,3 millones de dólares, pero el desarrollo se ha visto gravemente afectado por la recesión mundial y la crisis financiera de Dubái. El desarrollo fue suspendido en 2008, pero se reanudaron a mediados de 2013. Algunas de las facilidades de Dubailand, como el Autódromo de Dubái o La Aldea Global (The Global Village), ya están en funcionamiento. Dubailand tendrá muchas montañas rusas con las tecnologías más avanzadas.

## Concepto
Dubailand es una idea del actual mandatario de Dubái, el shayj Mohamed Bin Rashid al Maktum. Los desarrolladores del concepto esperan que este parque llame la atención de turistas de todas partes del mundo, y que renueve la economía del emirato, tanto tiempo dependiente de la industria petrolera. El proyecto tendrá un costo aproximado de 65 mil millones de dólares. Se espera que la construcción del proyecto termine entre 2015 y 2018.
El proyecto medirá en total más del doble de lo que es Disney World en Florida.

## División del Parque
El parque se dividirá en 6 "mundos" o zonas. Estas son las siguientes, con algunas de sus atracciones (los nombres aparecen en inglés):
- Attractions & Experience World 44 millones de m² 
  - Theme parks
  - The Global Village
  - Kids City
  - Giants World
  - Water Parks
- Retail and Entertainment World 14 millones de m² 
  - Flea Market
  - World Trade Park
  - Auction World
  - Factory Outlets
- Themed Leisure and Vacation World 95 millones de m² 
  - Women's World
  - Destination Dubái
  - Desert Kingdom
  - Andalusian Resort and Spa
- Eco-Tourism World 245 millones de m² 
  - Desert Safari
  - Sand Dune Hotel
  - Desert Camps
  - Dubai Heritage Vision
- Sports and Outdoor World 63 millones de m²
  - Dubai Sports City
  - Emerat Sports World
  - Plantation Equestrian and Polo Club
  - Autódromo
  - Dubai Golf City
- Downtown 2 millones de m² 
  - Mall of Arabia, el cual será el centro comercial más grande del mundo.
  - City Walk
  - The Great Dubai Wheel, la cual será la noria más grande del mundo.
  - Virtual Game World